# Vargula hilgendorfii
Espèce
Vargula hilgendorfii est une espèce de crustacé ostracode, autrefois classée dans le genre Cypridina sous le nom de Cypridina hilgendorfii. En anglais, elle est parfois appelée sea firefly (litt. luciole de mer, emploi existant mais rare en français).

## Bioluminescence
| Vidéo externe |                                           |
|               | Vargula hilgendorfii electric stimulation |

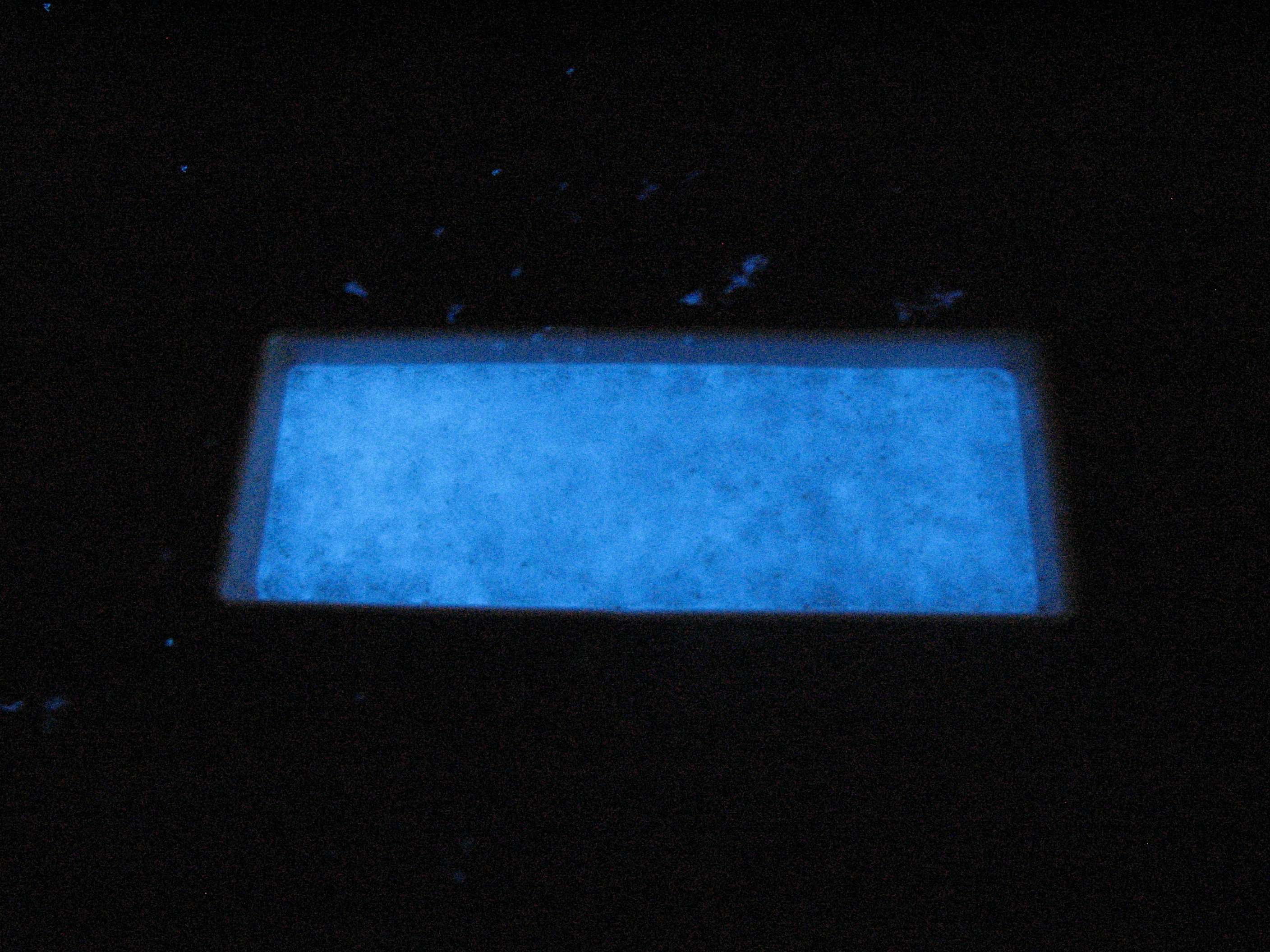
Une plaque d'aquarium contenant des Vargula hilgendorfii s'agitant et émettant de la lumière.

Il est connu pour produire une forme de luciférine, appelée Cypridina luciferin ou Vargulin en anglais.
Il émet une lumière bleue à violette, la longueur d'onde variant de 448 à 452 nm dans l'eau de mer, mais pouvant théoriquement aller jusque 463 nm[réf. souhaitée].
Les soirs d'été, ce crustacé est responsable de la bioluminescence observée sur les rochers d'Okayama.